# Árón italský

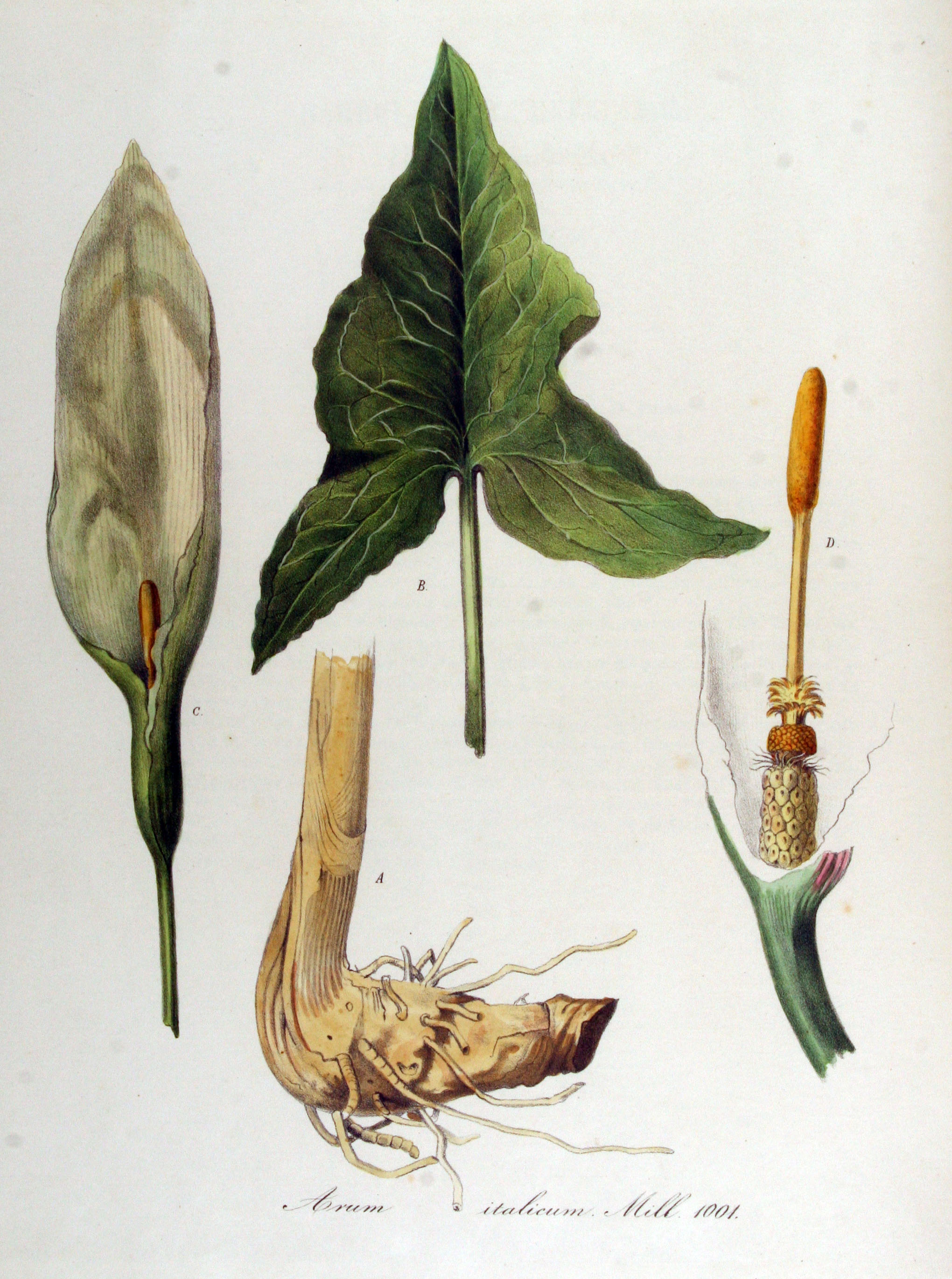
Popisný obrázek.

Árón italský (Arum italicum) je rostlina, vytrvalá bylina z čeledě árónovité. Druh árón italský se může samovolně křížit s árónem plamatým. Celá rostlina je jedovatá.

## Rozšíření
Druh je původem z oblasti Středomoří (jižní Evropa, severní Afrika a Blízký východ), Velká Británie, Nizozemí, Krym, Kavkaz, Kanárské ostrovy, Madeira a Azory. Druh je také druhotně rozšířený v Argentině a ve Spojených státech. V některých oblastech je árón italský považován za invazivní druh.

## Popis
Rostlina dorůstá 30 - 46 cm a je také stejně široká. Kvete na jaře bílými květy, plody jsou červené bobule. Kvete dubnu až květnu. V roce 1778, Lamarck si všiml, že květenství této rostliny vytváří teplo.

## Použití
Árón italský je pěstován jako okrasná rostlina. Někteří zahrádkáři kombinují tento druh s výsadbou bohyšky, která raší později. Pro zahradní použití byly vyšlechtěny četné kultivary, z nichž je nejpoužívanější Arum italicum subsp. italicum 'Marmoratum' jenž získal také ocenění Royal Horticultural Society.

## Pěstování
Stín, polostín, propustné mokré humózní půdy. Množení semeny, dělením trsů.